# Kolor purpury (film)
Kolor purpury (ang. The Color Purple) – amerykański film fabularny w reżyserii Stevena Spielberga z roku 1985. Film został nakręcony na podstawie powieści Alice Walker z roku 1982, wyróżnionej Nagrodą Pulitzera o tym samym tytule (oryg. The Color Purple).

## Obsada
- Whoopi Goldberg jako Celie
  - Desreta Jackson jako nastoletnia Celie
- Oprah Winfrey jako Sofia
- Danny Glover jako Albert Johnson
- Margaret Avery jako śpiewaczka Shug Avery
- Willard E. Pugh jako Harpo
  - Howard Starr jako nastoletni Harpo
- Akosua Busia jako Nettie
- Adolph Caesar jako stary człowiek
- Rae Dawn Chong jako Squeak
- Dana Ivey jako panna Millie
- Leonard Jackson jako ojciec Celie
- Bennet Guillory jako Grady
- John Patton jako kaznodzieja
- Carl Anderson jako pastor Samuel
- Susan Beaubian jako Corrine
- James Tillis jako Buster
- Phillip Strong jako burmistrz
- Laurence Fishburne jako Swain
- Peto Kinsaka jako Adam
- Lelo Masamba jako Olivia
- Margaret Freeman jako Odessa

## Fabuła filmu
Film prezentuje losy uciśnionej fizycznie, obyczajowo i rodzinnie, wykorzystywanej seksualnie czarnoskórej dziewczyny, a później kobiety imieniem Celie, granej przez Desretę Jackson i Whoopi Goldberg, która dzięki związkowi emocjonalnemu i erotycznemu w wieku dojrzałym ze śpiewaczką jazzową, Shug, duchowo uwalnia się spod władzy przepełnionego przemocą męża, Alberta.
Akcja rozpoczyna się w roku 1909, w rasistowskiej części USA, na Południu. Ciężarna czternastoletnia czarnoskóra Celie (grana przez Desretę Jackson) rodzi dziewczynkę, której chce nadać imię Olivia. Ojciec Celie odbiera jej noworodka i oddaje obcym ludziom na wychowanie. Taki sam los spotkał pierwsze dziecko Celie, Adama. Chciał w ten sposób przed własną żoną – a matką Celie, ukryć fakt dokonywania kazirodczego gwałtu na córce.
Celie i jej młodsza siostra Nettie stają się nierozłącznymi przyjaciółkami. Po śmierci ich matki farmer Albert Johnson, wdowiec, oświadczył się Nettie. Ojciec dziewczyny przekonuje go jednak do ślubu ze starszą córką, Celie. Wdowiec Albert potrzebował nowej kobiety w domu, aby zastąpiła zmarłą żonę w wychowywaniu jego trojga dzieci. Celie była traktowana przez niego mniej więcej jak niewolnica: siła robocza i mamka jego dzieci, a nie jak żona, dręczył ją i poniżał. Podobnie jak jego dzieci, musiała się do niego zwracać per „Mój Panie” (Sir).
Ojciec Celie dokonał kazirodczego gwałtu również na swej córce Nettie, która postanowiła uciec z domu i ukryć się u starszej siostry. Ponieważ również mąż Celie, Albert zaczął wykazywać seksualne zainteresowanie Nettie, musiała myśleć o kolejnej ucieczce. Ponieważ nie chciała utracić kontaktu ze starszą siostrą, szybko nauczyła ją czytania, aby móc z nią pozostawać w przyszłości w kontakcie listowym. Stało się tak, jak dziewczyny przewidziały: mąż Celie podjął próbę gwałtu na nastoletniej szwagierce, a gdy ta skutecznie się obroniła, wygnał ją z farmy.
Dalsza akcja przenosi się do roku 1916. Syn Alberta, Harpo chce się ożenić z Sofią, która już jest w ciąży. Ojciec nie chce dać zgody na ten ślub, Harpo poddaje się. Jednak młoda dziewczyna wreszcie stawia na swoim i dochodzi do ślubu. Podczas ślubu dziewczyna trzyma na ręku swoje nowo narodzone dziecko. Po ślubie Harpo stwierdza, że nie ma pełnej władzy nad żoną. Ojciec radzi mu, aby zaczął ją regularnie bić, aby wymóc jej posłuszeństwo. To kończy się jednak zupełnie nieoczekiwanie: Harpo dostaje ciężkie lanie od swej własnej żony i musi wstydzić się podbitego oka...
Albert uczynił swej żonie Celie (od tej chwili granej przez Whoopi Goldberg) piekło na ziemi. Sprowadził do domu swoją chorą kochankę, piosenkarkę Shug Averey. Chce ją wyleczyć i nawet osobiście dla niej gotuje. Ta jednak rzuca o ściany jego przypalone potrawy i dopiero wtedy zaczyna jeść, gdy gotuje dla niej Celie. Obie kobiety nieoczekiwanie stają się dobrze rozumiejącymi się przyjaciółkami. Shug wydobywa Celie z depresji i zobojętnienia na swój los i rozbudza w niej feministyczną emancypację. Celie odkrywa nagle, że również kobieta ma prawo do samoobrony.
Dalsza akcja dzieje się w roku 1922. Harpo otwiera własny lokal z muzyką jazzową, w której śpiewa kochanka jego ojca, Shug. Ojcem Shug jest pastor, który w sąsiadującej świątyni protestanckiej nawołuje do buntu przeciw nowemu Babilonowi. Uważa swą córkę za zepsutą i nie chce utrzymywać z nią kontaktów.
Gdy śpiewaczka Shug Averey wyjeżdża ze swoim zespołem do Chicago, Celie również chce zmienić swoje życie i zaczyna pakować walizki, jednak nie potrafi podjąć ostatecznie decyzji o opuszczeniu męża.
Millie, biała żona burmistrza, spotyka Sofię z dziećmi na ulicy. Kobieta pełna zachwytu dla urody dzieci całuje maluchy i pyta, czy Sofia nie zechciałaby podjąć u niej pracy w domu jako gosposia. Sofia odrzuca z odrazą propozycję, a gdy podchodzi sam burmistrz Sofia powtarza ponownie brzydkie słowa poprzednio skierowane do burmistrzowej. Zostaje za to spoliczkowana, ale nie pozostaje dłużna i oddaje cios burmistrzowi, za co trafia do więzienia. Po 3 latach pani Millie zabiera Sofię do swojego domu na służbę – trwa ona 12 lat.
Ciąg dalszy losów bohaterów dzieje się w roku 1936: Shug Averey przyjeżdża z mężem z Chicago. Pewnego dnia gdy zajrzała do skrzynki na listy Alberta, znalazła list do Celie. Był od siostry Nettie, która przeniosła się do Afryki i która odkryła, że dzieci Celie, Adam i Olivia, zostały adoptowane przez rodzinę protestantów, przy której wspólnie się wychowały. Okazało się, że przez wiele lat Nettie dotrzymywała obietnicy i pisała listy do Celie, ale mąż wszystkie listy przechwytywał i ukrywał. Pod luźną deską w podłodze Celie znalazła schowek, gdzie chował wszystkie listy. To rozbudziło bezgraniczną nienawiść Celie do prześladowcy. Zapragnęła nawet poderżnąć mu gardło podczas kolejnego golenia, ale Shug ją powstrzymała. Podczas najbliższego wspólnego posiłku Celie zarzuciła Albertowi, że źle wychował swego syna, Harpo, a powstała z tego awantura staje się pretekstem do natychmiastowego porzucenia domu, aby razem z Shug i jej mężem uciec do Memphis.
Dalsza akcja toczy się jesienią 1937. Ziemia i pola Alberta są zupełnie zaniedbane. Po farmie i całym brudnym domu biegają kury i kozy. Po śmierci ojca Celie dowiedziała się, że był jej przybranym ojcem, co oznaczało, że ojcem jej dzieci był obcy mężczyzna. Ze spadku udaje się jej sfinansować nowy początek życia.
W kościele ojca Shug wierni zaczynają śpiewać gospel. Z sąsiadującego baru jazzowego Shug śpiewając porywa gości i wspólnie idą do świątyni. Tam pada w ramiona ojcu i oznajmia, że również grzesznicy mają duszę.
Nettie wraca z Afryki do Ameryki z dziećmi Celie, Olivią i Adamem. Celie ma możliwość pierwszy raz usłyszeć od swych dorosłych dzieci słowo mama oraz je przytulić. Film kończy się sceną, w której Albert jedzie w pewnej odległości na koniu i nikt nie pragnie jego bliskości.

## Wydźwięk filmu
Temat dzieła: miłość lesbijska, kazirodztwo i patriarchalne relacje przemocy mężczyzn wobec kobiet przybliżyły po raz pierwszy w jego twórczości do grupy widzów Spielberga również publiczność wymagającą, tą z głównego nurtu. Film stał się komercyjnym sukcesem, ale wywołał również kontrowersje. NAACP oskarżyło Spielberga o brutalny rasizm wobec Afroamerykanów, choć feministyczna książka, na której podstawie powstał film, ukazała tę grupę społeczną jeszcze bardziej bezkompromisowo.
Inni oskarżyli Spielberga o fałszowanie historii. Według nich ukazał fałszywie Afroamerykanów lat 20. XX wieku, którzy żyli w dobrobycie w rasistowskich, południowych stanach USA i na filmie są ubrani elegancko i zamożnie. Natomiast z zachowanych oryginalnych zdjęć historycznych pochodzących z tamtego regionu i okresu, wszyscy Afroamerykanie, byli ubrani skromnie, jeśli nie wręcz nędznie. Z kolei autorka książki, Alice Walker, zarzuciła Spielbergowi, że miłość lesbijska Celie i Shug została nadmiernie wyretuszowana, wręcz zmarginalizowana.
Film był nominowany do 11 Oscarów, w tym dla Whoopi Goldberg, jednak nie otrzymał żadnej nagrody.